# Théâtre des Variétés
Il Théâtre des Variétés è un teatro e "salle de spectacles" al 7, boulevard Montmartre, II arrondissement, a Parigi. È stato dichiarato monumento storico nel 1975.

## Storia
Deve la sua creazione alla regista teatrale Mademoiselle Montansier che, imprigionata per debiti nel 1803 e disapprovata dal governo, a seguito di un decreto del 1806 ordinò alla sua compagnia di lasciare il Théâtre du Palais-Royal che portava il nome di "Variétés".
Lo scopo del decreto era di spostare la compagnia della Montansier per fare spazio alla compagnia del vicino Théâtre-Français, che era rimasto vuoto anche se il Variétés-Montansier aveva goduto di un immenso favore del pubblico. Molto infelice di dover lasciare il teatro entro il 1º gennaio 1807, la Montansier, 77 anni, ebbe un'udienza con Napoleone dal quale ricevette la promessa di aiuto e protezione. Quindi riunì la Société des Cinq, che dirigeva la sua troupe, per fondare un nuovo teatro, quello che si trova sul lato del Passage des Panoramas. Fu inaugurato il 24 giugno 1807. Il teatro ha un ruolo di primo piano nel romanzo di Émile Zola del 1880, Nana, in quanto è il teatro in cui la protagonista raggiunge la celebrità nei capitoli iniziali.
Nel 2010, 50 teatri privati parigini si sono riuniti nella Associazione di sostegno al teatro privato (ASTP) e nel Syndicat national des directeurs et tourneurs du théâtre privé (SNDTP), che comprende il Théâtre des Variétés, decidendo di unire la loro forza sotto un'insegna comune: i Teatri parigini associati.

## Altre attività
Nel 2012 il teatro ha iniziato a ospitare conferenze tecniche come dotJS o dotScale.

## Le prime del teatro

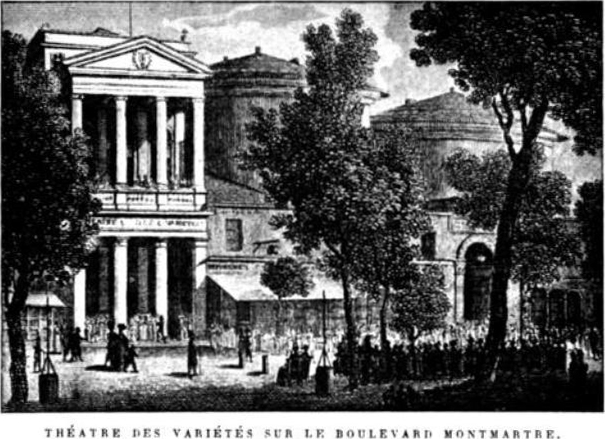
Il Théâtre des Variétés, c. 1820

- 1864: La belle Hélène, opera buffa di Jacques Offenbach, libretto di Meilhac e Halévy
- 1867: La Grande-Duchesse de Gérolstein, opera buffa di Jacques Offenbach, libretto di Meilhac e Halévy
- 1868: La Périchole, opera buffa di Jacques Offenbach, libretto di Meilhac e Halévy
- 1869: Les brigands, opera buffa di Jacques Offenbach, libretto di Meilhac e Halévy
- 1883: Mam'zelle Nitouche, vaudeville-operetta di Hervé
- 1907: L'Enfant prodigue, il primo lungometraggio europeo, diretto da Michel Carré, figlio.
- 1923: Ciboulette, operetta di Reynaldo Hahn, libretto di Robert de Flers e Francis de Croisset
- 1946: César di Marcel Pagnol, dopo il suo film con lo stesso nome.

## Direttori
- 1807-19: Mademoiselle Montansier
- 1820-30: Mira Brunet
- 1930-36: Armand Dartois
- 1836: Jean-François Bayard
- 1837-39: Philippe Pinel-Dumanoir
- 1839: Armand-François Jouslin de La Salle
- 1840: Pierre-Joseph Leroy
- 1840-47: Nestor Roqueplan
- 1847-49: Édouard Morin

- 1849-51: Jean-Baptiste Thibeaudeau-Milon
- 1851-54: Marie-Anne Carpier
- 1855: Paul Laurencin e Zacheroni
- 1855: Jean-Hippolyte e Théodore Cogniard
- 1856-69: Jean-Hippolyte e Jules Noriac
- 1869-91: Eugène Bertrand
- 1892-1914 : Fernand Samuel

- 1914-40: Max Maurey
- 1940-43: Émile Petit
- 1944-45: Max Maurey e Émile Petit
- 1946-47: Max e Denis Maurey
- 1947-75: Denis e Marcel Maurey
- 1975-89: Jean-Michel Rouzière
- 1989-91: Francis Lemonnier
- 1991-2004: Jean-Paul Belmondo
- 2005-...: Jean-Manuel Bajen